# ペトロニラ (アラゴン女王)

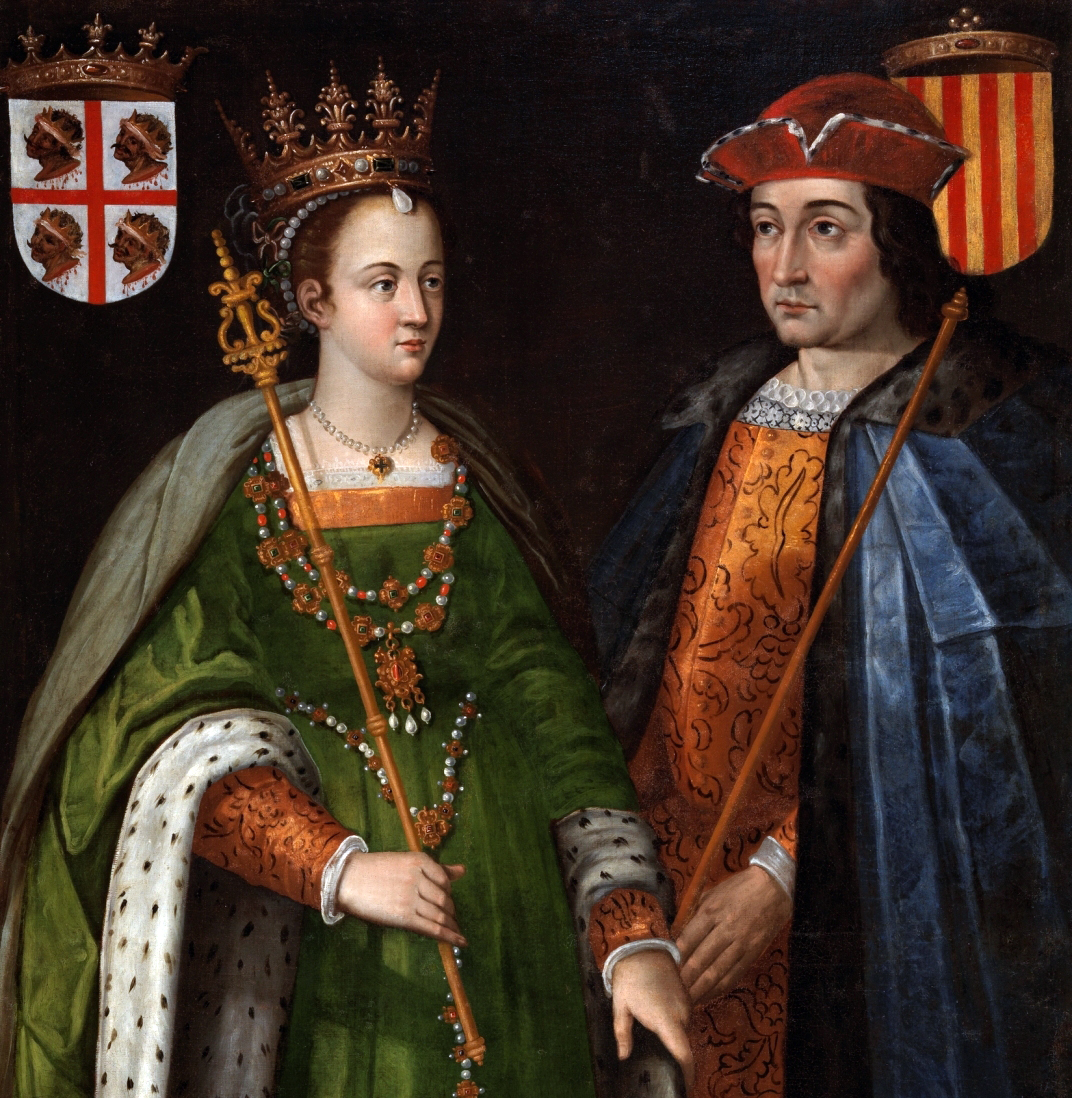
ペトロニラとラモン・バランゲー4世

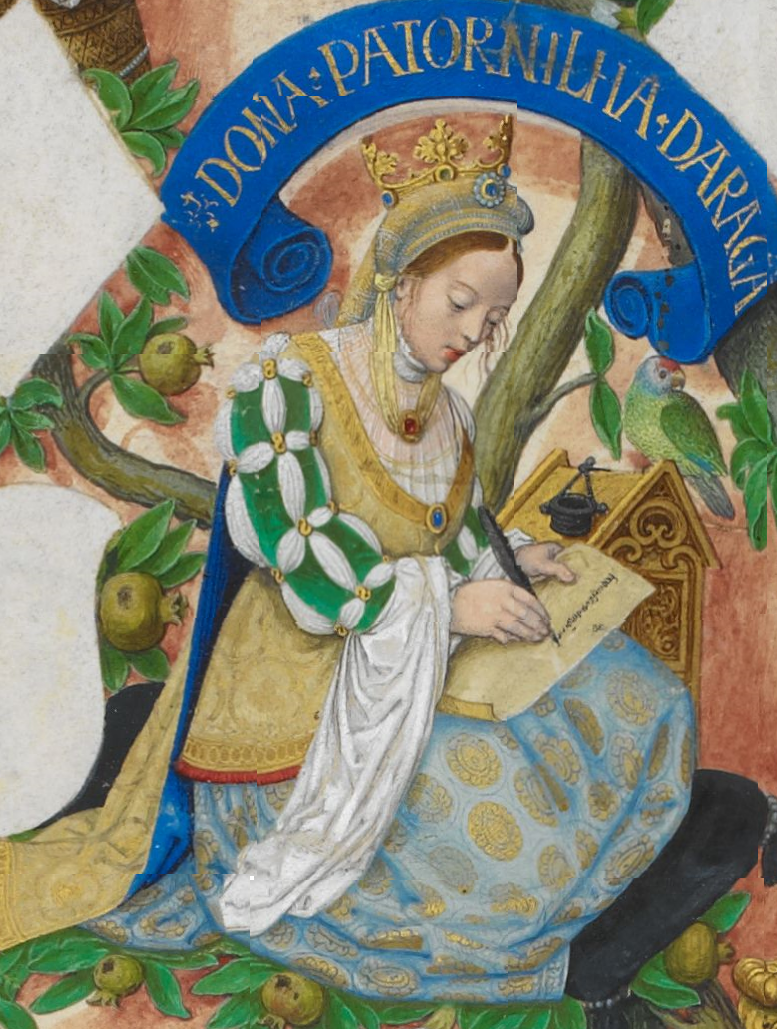
ペトロニラ（1530年代画）

ペトロニラ（アラゴン語：Peironela d'Aragón ペイロネーラ、カタルーニャ語：Peronella d'Aragó パルネーリャ、1136年6月29日/8月11日 - 1173年10月15日）は、アラゴン女王（在位：1137年 - 1162年）。ラミロ2世の娘。母はアキテーヌ公ギヨーム9世の娘アニェス（イネス）。ペトロニラ（Petronila de Aragón）はカスティーリャ語名。アラゴン系ヒメネス家最後の君主である。

## 生涯
1134年にアラゴン王アルフォンソ1世が嗣子なく死去した時、王弟ラミロはバルバストロ＝ロダ司教であった。アルフォンソ1世は王領を3つの騎士団に遺贈したが、この決定は受け入れられるものではなかった。ナバラの貴族は独自の王を選び、アラゴン貴族はラミロを王位に就けた。王として、ラミロ2世は王位継承を確保するために修道院の誓いを放棄するという教皇の特免を受けた。ラミロ2世は1135年にイネス・デ・ポイトウと結婚し、翌年に2人の唯一の子供であるペトロニラがウエスカで生まれた。
1137年8月11日にバルバストロで23歳年上のバルセロナ伯ラモン・バランゲー4世と婚約した。同年11月13日に父ラミロ2世がエル・カステリャールにおいて退位し、ペトロニラが1歳で王位を継承した。ラミロ2世は退位後、修道生活に戻った。ペトロニラの婚約者ラモン・バランゲー4世はアラゴン公（Princeps de Aragón、アラゴンのプリンケプス）を称した。アラゴンの統治は実質的にラモン・バランゲー4世に委ねられ、アラゴン連合王国が成立した。
1150年8月、14歳となったペトロニラはラモン・バランゲー4世とリェイダにおいて正式に結婚した。2人の間には以下の5子が生まれた。
- ペドロ（1152年 - 1164年?） -　サルダーニャ伯、早世
- アルフォンソ2世（1157年 - 1196年） - アラゴン王
- ラモン・ベレンゲル（レーモン・ベランジェ3世）（1158年 -1181年） - プロヴァンス伯（1173年 - 1181年）
- ドゥルセ（1160年 - 1198年） - 1174年にポルトガル王サンシュ1世と結婚。
- サンチョ（サンシュ）（1161年? -1223年） - プロヴァンス伯（1181年 - 1185年）、ルシヨン伯、サルダーニャ伯

最初に子供を身ごもっていた1152年4月4日に、ペトロニラは自身が出産で生き延びられなかった場合には王国を夫に遺贈する旨の遺言を作成した。
ラモン・バランゲー4世は1144年以降若年のプロヴァンス伯レーモン・ベランジェ2世の摂政をつとめていたが、ラモン・バランゲー4世がプロヴァンスに滞在していた間（1156年 - 1157年）、ペトロニラはバルセロナに留まった。会計記録によると、ラモン・バランゲー4世の不在時に宮廷を統括している間、ペトロニラはバルセロナ、ビラマジョールおよびサン・セローニの間を行き来していた。
1162年に夫ラモン・バランゲー4世が死去したのち、ペトロニラは1164年7月18日に7歳の次男アルフォンソにアラゴン王位を譲り、退位した。
ペトロニラは1173年10月にバルセロナで死去し、バルセロナ大聖堂に埋葬された。